# دكل مخابرات بازنان (سبيدار)
دکل مخابرات بازنان (بالإنجليزية: Dakal Mokhaborat Paznan)‏ هي قرية تقع في إيران في كهكيلويه وبوير أحمد.